# Національна бібліотека Чилі
Національна бібліотека Чилі (ісп. Biblioteca Nacional de Chile) — головна наукова бібліотека Чилі. Бібліотека розташована на Авеніда Лібертадор Генерала Бернардо О'Гіґґінса в Сантьяго, в будівлі, спорудженій 1925 року. Історія бібліотеки починається на початку XIX століття.

## Історія

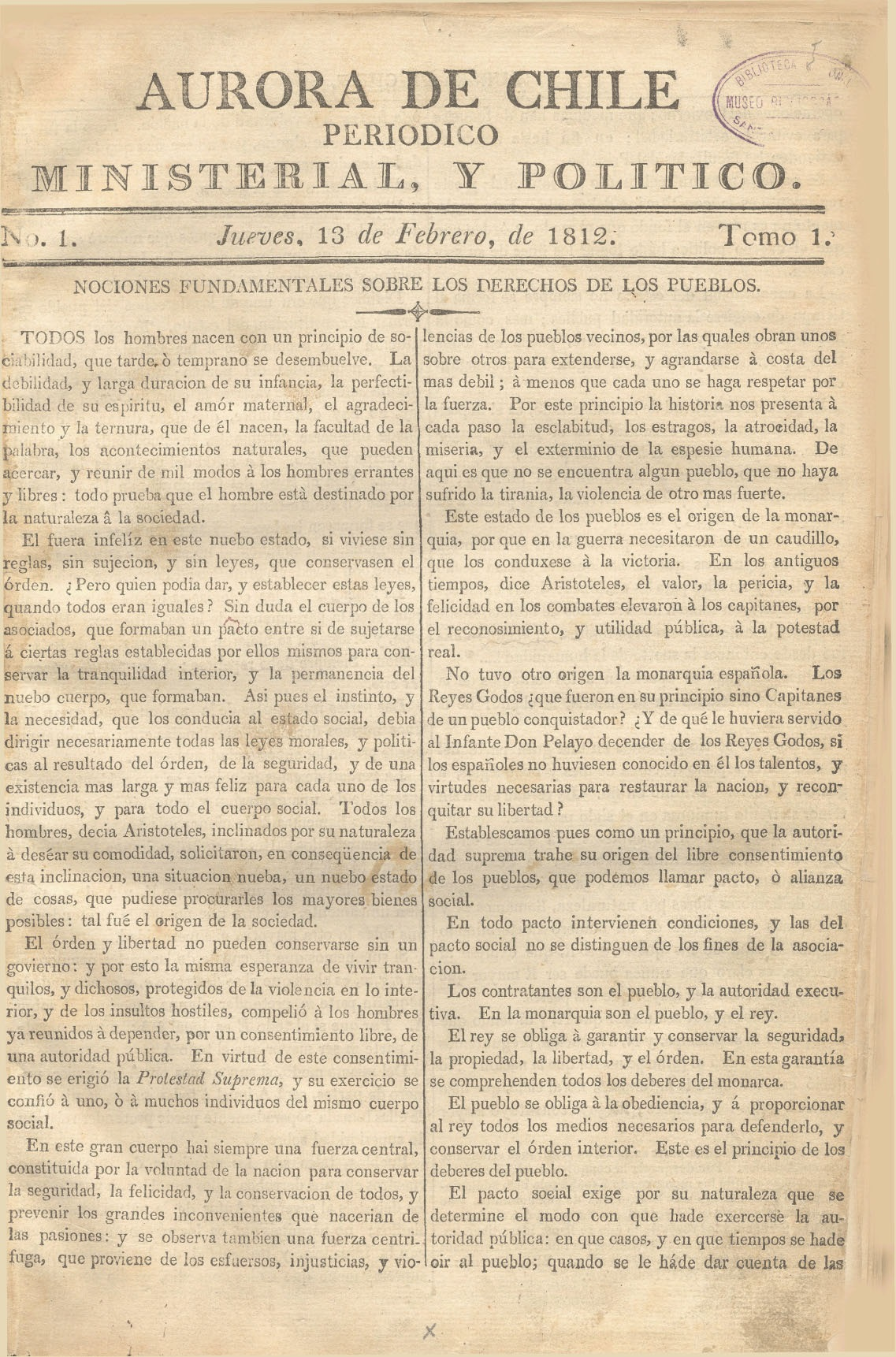
Aurora de Chile, перша чилійська газета, зберігається в Biblioteca Nacional.

Національна бібліотека Чилі, разом із Національним інститутом Хосе Мігеля Каррери та кількома іншими закладами, є однією з перших культурних установ, заснованих новоствореною Республікою Чилі за часів Patria Vieja.
У газеті El Monitor Araucano 19 серпня 1813 року було опубліковано Proclama de Fundación («Проголошення заснування») Національної бібліотеки Чилі. У цьому зверненні було опубліковано заклик подарувати свої книги для створення однієї великої публічної бібліотеки. Як і інші республіканські установи, бібліотека була закрита після катастрофи в Ранкагуа, в якій національні війська зазнали поразки від армії реалістів. Після переможної битви при Чакабуко бібліотеку знову відкрили за підтримки уряду, її фонди стали розширюватися.
Верховний правитель Чилі Бернардо О'Гіґґінс призначив першим директором Національної бібліотеки професора Мануеля де Саласа.
У 1822 році другим головним бібліотекарем був призначений брат Каміло Енрікес (директор газети " Аврора де Чилі ").
З моменту свого створення бібліотека була підпорядкована Королівському університету Сан-Феліпе та його наступнику, Чилійському університету, поки у 1852 році не отримала автономію.
У 1913 році, до свого 100-річного ювілею, Національна бібліотека Чилі придбала монастир Санта-Клара, розташований на Аламеда-де-лас-Делісіас на території нинішнього Серро-Санта-Лусія.
У 1929 році бібліотека була передана у підпорядкування Дирекції бібліотек, архівів та музеїв (Dirección de Bibliotecas, Archivos y Museos).

## Розташування

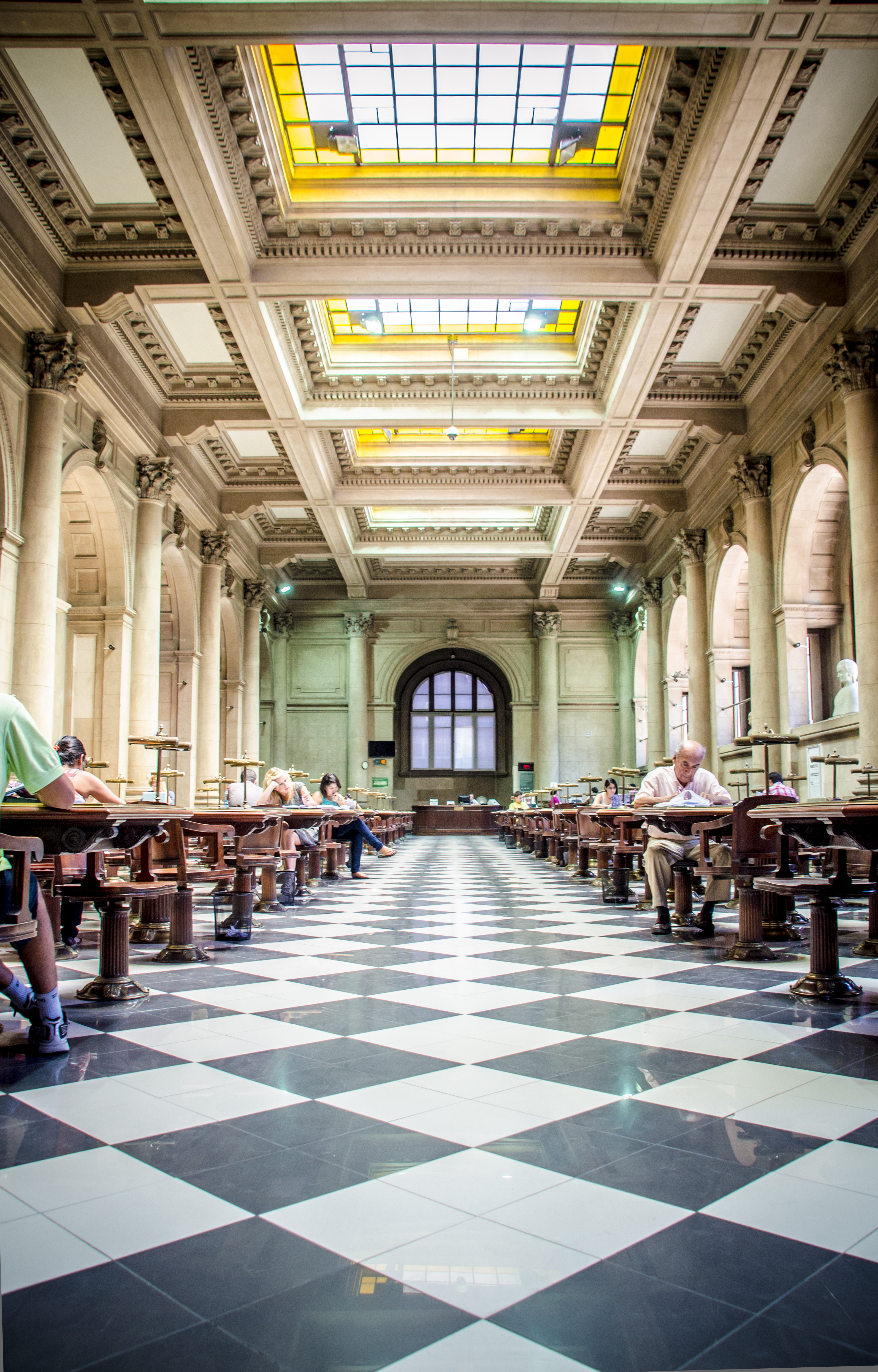
Чилійський хол (Sección Chilena) Національної бібліотеки Чилі

З 1925 року Національна бібліотека Чилі міститься в центрі Сантьяго. Раніше вона розташовувалась на площі, де зараз є Муніципальний театр Сантьяго.
Будівництво нинішньої споруди розпочалося у 1913 році. Будівля була замовлена як одна з пам'ятних громадських робіт на честь першого століття незалежності Чилі. Будівля може похвалитися великим фасадом з колонами та арками, в якому явно простежується французький неокласичний вплив. Бібліотека ділить свій будинок з Archivo Nacional de Chile (Національний архів). Поряд розташована станція метро Santa Lucía, а на схід — Cerro Santa Lucía.
Інтер'єр прикрашений різьбленими мармуровими сходами, скульптурами та картинами класичних художників країни, таких як Альфредо Хельсбі та Артуро Гордон.

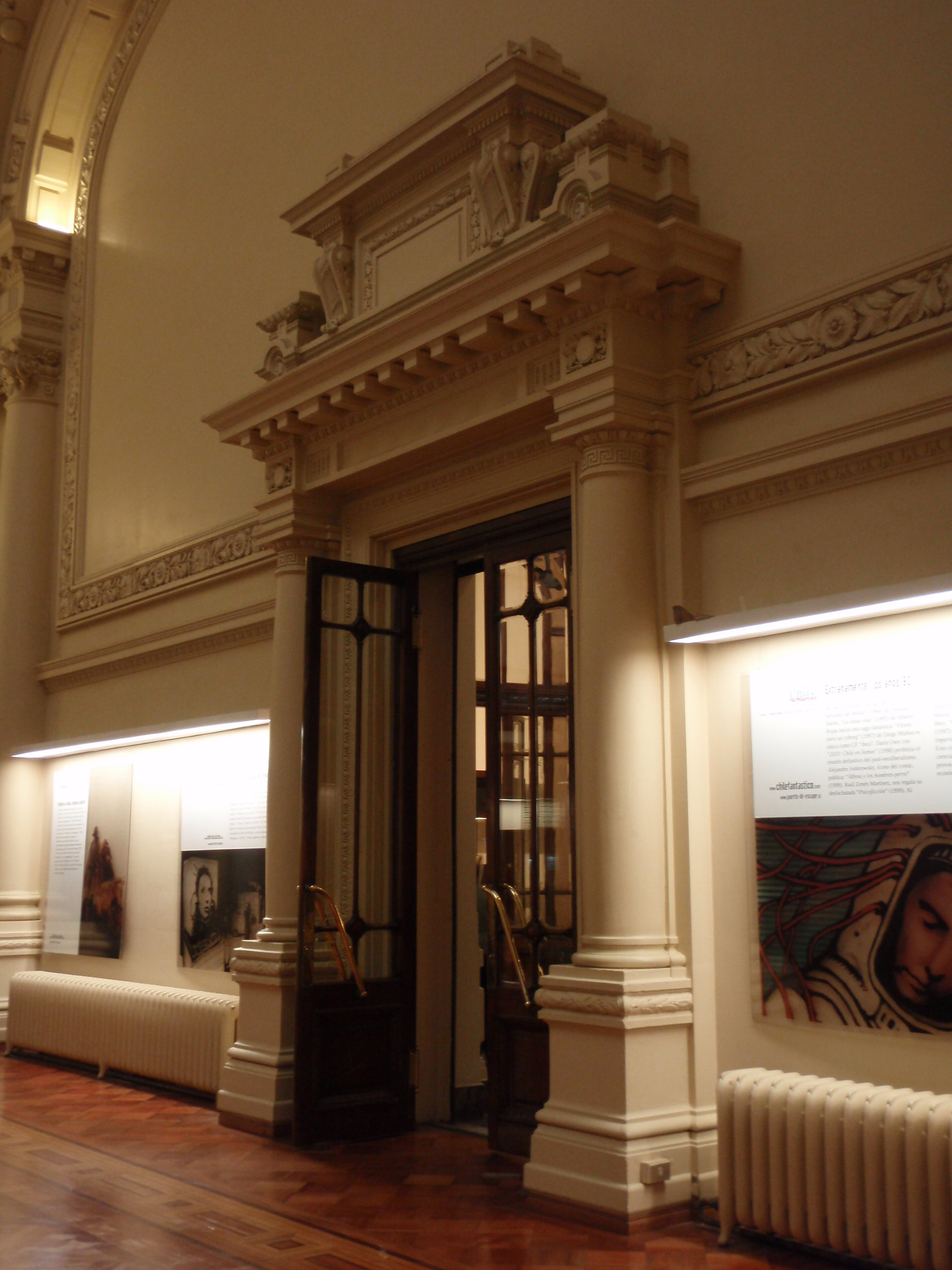
Національна бібліотека Чилі Комп'ютерний зал, деталі дверей

## Колекції
Національна бібліотека Чилі має велику та цінну колекцію книг та рукописів. Деякі з них були придбані або подаровані власниками і вважаються важливим національним історичним надбанням. Найважливіші іменні колекції включають:
| ім'я                            | Рік     |
| ------------------------------- | ------- |
| Маріано Еганья                  | 1846 р. |
| Бенхамін Вікунья Маккенна       | 1861 р. |
| Андрес Бельо                    | 1865 р. |
| Клод Гей                        | 1873 р. |
| Хосе Ігнасіо Ейсагірре Порталес | 1878 р. |
| Дієго Порталес Паласуелос       | 1878 р. |
| Анібаль Пінто                   | 1885 р. |
| Дієго Баррос Арана              | 1920 р. |
| Хосе Торібіо Медіна             | 1925 р. |
| Енріке Матта Флакон             | 1940 р. |
| Рауль Сільва Кастро             | 1970 р. |
| Гільєрмо Феліу Крус             | 1974 р. |
| Антоніо Доддіс                  | 1974    |

- La Biblioteca Nacional de Chile (ісп.) . Official site.